# Jalšové
Jalšové és un poble i municipi d'Eslovàquia que es troba a la regió de Trnava, a l'oest del país.

## Història
La primera menció escrita de la vila es remunta al 1352.

## Demografia
| Godina             | 1994 | 2004   | 2014   | 2024  |
| ------------------ | ---- | ------ | ------ | ----- |
| Nombre de persones | 470  | 469    | 500    | 473   |
| Diferència         |      | −0,21% | +6,60% | −5,4% |

| Godina             | 2023 | 2024   |
| ------------------ | ---- | ------ |
| Nombre de persones | 479  | 473    |
| Diferència         |      | −1,25% |